# تروند إريك بيرتيلسن
تروند إريك بيرتيلسن (بالنرويجية البوكمول: Trond Erik Bertelsen)‏ هو لاعب كرة قدم نرويجي، ولد في 5 يونيو 1984 في ستافانغر في النرويج. شارك مع منتخب النرويج تحت 21 سنة لكرة القدم ومنتخب النرويج لكرة القدم. أما مع النوادي، فقد لعب مع نادي فريدريكستاد ونادي فيكينغ ونادي هاوغسوند.

## وصلات خارجية
- تروند إريك بيرتيلسن على موقع اتحاد النرويج (النرويجية)
- تروند إريك بيرتيلسن على موقع قاعدة بيانات كرة القدم.إي يو (الإنجليزية)
- تروند إريك بيرتيلسن على موقع ناشيونال فوتبول تيمز (الإنجليزية)
- تروند إريك بيرتيلسن على موقع Soccerway.com (الإنجليزية)